# Wrzoski (Opole)
Pour les articles homonymes, voir Wrzoski.
Wrzoski est une localité polonaise du gmina de Dąbrowa dans la voïvodie et le powiat d'Opole.